# Pocsaji csordalegelő
Pocsaji csordalegelő este o arie protejată (arie specială de conservare — SAC, sit de importanță comunitară — SCI) din Ungaria întinsă pe o suprafață de 168,97 ha, integral pe uscat.

## Localizare
Centrul sitului Pocsaji csordalegelő este situat la coordonatele 47°17′42″N 21°48′42″E / 47.295°N 21.811667°E.

## Înființare
Situl Pocsaji csordalegelő a fost declarat sit de importanță comunitară în mai 2004 pentru a proteja 1 specie de plante și 1 specie de animale. Situl a fost protejat și ca arie specială de conservare în februarie 2010.

## Biodiversitate
Situată în ecoregiunea panonică, aria protejată conține 2 habitate naturale: Stepe și mlaștini sărate panonice, Pajiști stepice panonice pe loess.
La baza desemnării sitului se află mai multe specii protejate:
- plante (1): Cirsium brachycephalum
- mamifere (1): popândău comun (Spermophilus citellus)